# Cincinnati Open 2013 - Qualificazioni singolare maschile
Le qualificazioni del singolare maschile del Cincinnati Open 2013 sono state un torneo di tennis preliminare per accedere alla fase finale della manifestazione. I vincitori dell'ultimo turno sono entrati di diritto nel tabellone principale. In caso di ritiro di uno o più giocatori aventi diritto a questi sono subentrati i lucky loser, ossia i giocatori che hanno perso nell'ultimo turno ma che avevano una classifica più alta rispetto agli altri partecipanti che avevano comunque perso nel turno finale.

## Teste di serie
1. Ivan Dodig (ritirato, primo turno)
2. Bernard Tomić (primo turno)
3. Dmitrij Tursunov (qualificato)
4. Pablo Andújar (qualificato)
5. Lu Yen-hsun (primo turno)
6. Grega Žemlja (ultimo turno)
7. Adrian Mannarino (qualificato)

1. Łukasz Kubot (primo turno)
2. Édouard Roger-Vasselin (qualificato)
3. Albert Ramos Viñolas (primo turno)
4. Nicolas Mahut (primo turno)
5. Alex Bogomolov Jr. (primo turno)
6. David Goffin (qualificato)
7. Ivo Karlović (ultimo turno)

## Qualificati
1. Benjamin Becker
2. David Goffin
3. Dmitrij Tursunov
4. Pablo Andújar

1. Mackenzie McDonald
2. Édouard Roger-Vasselin
3. Adrian Mannarino

## Tabellone

### Legenda
| - Q = Qualificato - WC = Wild card - LL = Lucky loser | - ALT = Alternate - SE = Special Exempt - PR = Protected Ranking | - w/o = Walkover - r = Ritirato - d = Squalificato |

### Sezione 1
|  | Primo turno | Primo turno     | Primo turno     | Primo turno | Primo turno |  |  | Ultimo turno    | Ultimo turno    | Ultimo turno | Ultimo turno | Ultimo turno |  |
|  |             |                 |                 |             |             |  |  |                 |                 |              |              |              |  |
|  | 1           | Ivan Dodig      | 3               | 1           | r           |  |  |                 |                 |              |              |              |  |
|  |             | Michael Russell | 6               | 3           |             |  |  | Michael Russell | Michael Russell | 7            | 64           | 4            |  |
|  |             | Benjamin Becker | Benjamin Becker | 6           | 6           |  |  | Benjamin Becker | Benjamin Becker | 65           | 7            | 6            |  |
|  | 8           | Łukasz Kubot    | Łukasz Kubot    | 2           | 3           |  |  |                 |                 |              |              |              |  |

### Sezione 2
|  | Primo turno | Primo turno        | Primo turno        | Primo turno | Primo turno |  |  | Ultimo turno | Ultimo turno  | Ultimo turno  | Ultimo turno | Ultimo turno |  |
|  |             |                    |                    |             |             |  |  |              |               |               |              |              |  |
|  | 2/Alt       | Bernard Tomić      | Bernard Tomić      | 4           | 2           |  |  |              |               |               |              |              |  |
|  | WC          | Robby Ginepri      | Robby Ginepri      | 6           | 6           |  |  | WC           | Robby Ginepri | Robby Ginepri | 4            | 2            |  |
|  | Alt         | Tejmuraz Gabašvili | Tejmuraz Gabašvili | 3           | 64          |  |  | 13           | David Goffin  | David Goffin  | 6            | 6            |  |
|  | 13          | David Goffin       | David Goffin       | 6           | 7           |  |  |              |               |               |              |              |  |

### Sezione 3
|  | Primo turno | Primo turno        | Primo turno        | Primo turno | Primo turno |  |  | Ultimo turno | Ultimo turno     | Ultimo turno     | Ultimo turno | Ultimo turno |  |
|  |             |                    |                    |             |             |  |  |              |                  |                  |              |              |  |
|  | 3           | Dmitrij Tursunov   | 63                 | 6           | 6           |  |  |              |                  |                  |              |              |  |
|  |             | Aljaž Bedene       | 7                  | 3           | 3           |  |  | 3            | Dmitrij Tursunov | Dmitrij Tursunov | 6            | 6            |  |
|  |             | João Sousa         | João Sousa         | 6           | 6           |  |  |              | João Sousa       | João Sousa       | 1            | 4            |  |
|  | 12          | Alex Bogomolov Jr. | Alex Bogomolov Jr. | 4           | 3           |  |  |              |                  |                  |              |              |  |

### Sezione 4
|  | Primo turno | Primo turno          | Primo turno | Primo turno | Primo turno |  |  | Ultimo turno | Ultimo turno  | Ultimo turno  | Ultimo turno | Ultimo turno |  |
|  |             |                      |             |             |             |  |  |              |               |               |              |              |  |
|  | 4           | Pablo Andújar        | 6           | 2           | 7           |  |  |              |               |               |              |              |  |
|  | WC          | Eric Quigley         | 3           | 6           | 5           |  |  | 4            | Pablo Andújar | Pablo Andújar | 6            | 6            |  |
|  | WC          | Tim Smyczek          | 1           | 7           | 6           |  |  | WC           | Tim Smyczek   | Tim Smyczek   | 1            | 3            |  |
|  | 10          | Albert Ramos Viñolas | 6           | 6           | 4           |  |  |              |               |               |              |              |  |

### Sezione 5
|  | Primo turno | Primo turno        | Primo turno   | Primo turno | Primo turno |  |  | Ultimo turno | Ultimo turno       | Ultimo turno | Ultimo turno | Ultimo turno |  |
|  |             |                    |               |             |             |  |  |              |                    |              |              |              |  |
|  | 5           | Lu Yen-hsun        | Lu Yen-hsun   | 64          | 4           |  |  |              |                    |              |              |              |  |
|  |             | Steve Johnson      | Steve Johnson | 7           | 6           |  |  |              | Steve Johnson      | 6            | 4            | 4            |  |
|  | WC          | Mackenzie McDonald | 3             | 7           | 6           |  |  | WC           | Mackenzie McDonald | 3            | 6            | 6            |  |
|  | 11          | Nicolas Mahut      | 6             | 65          | 4           |  |  |              |                    |              |              |              |  |

### Sezione 6
|  | Primo turno | Primo turno            | Primo turno            | Primo turno | Primo turno |  |  | Ultimo turno | Ultimo turno           | Ultimo turno           | Ultimo turno | Ultimo turno |  |
|  |             |                        |                        |             |             |  |  |              |                        |                        |              |              |  |
|  | 6           | Grega Žemlja           | 3                      | 6           | 6           |  |  |              |                        |                        |              |              |  |
|  |             | Denis Kudla            | 6                      | 2           | 4           |  |  | 6            | Grega Žemlja           | Grega Žemlja           | 3            | 67           |  |
|  |             | Ričardas Berankis      | Ričardas Berankis      | 1           | 0           |  |  | 9            | Édouard Roger-Vasselin | Édouard Roger-Vasselin | 6            | 7            |  |
|  | 9           | Édouard Roger-Vasselin | Édouard Roger-Vasselin | 6           | 6           |  |  |              |                        |                        |              |              |  |

### Sezione 7
|  | Primo turno | Primo turno      | Primo turno  | Primo turno | Primo turno |  |  | Ultimo turno | Ultimo turno     | Ultimo turno     | Ultimo turno | Ultimo turno |  |
|  |             |                  |              |             |             |  |  |              |                  |                  |              |              |  |
|  | 7           | Adrian Mannarino | 5            | 7           | 3           |  |  |              |                  |                  |              |              |  |
|  |             | Rajeev Ram       | 7            | 6           | 3           |  |  | 7            | Adrian Mannarino | Adrian Mannarino | 6            | 6            |  |
|  |             | Tobias Kamke     | Tobias Kamke | 68          | 4           |  |  | 14           | Ivo Karlović     | Ivo Karlović     | 4            | 4            |  |
|  | 14          | Ivo Karlović     | Ivo Karlović | 7           | 6           |  |  |              |                  |                  |              |              |  |